# Thalassoalaimus paramontemari
Thalassoalaimus paramontemari är en rundmaskart som beskrevs av Vitiello 1070. Thalassoalaimus paramontemari ingår i släktet Thalassoalaimus och familjen Oxystominidae. Inga underarter finns listade i Catalogue of Life.